# Darłówko

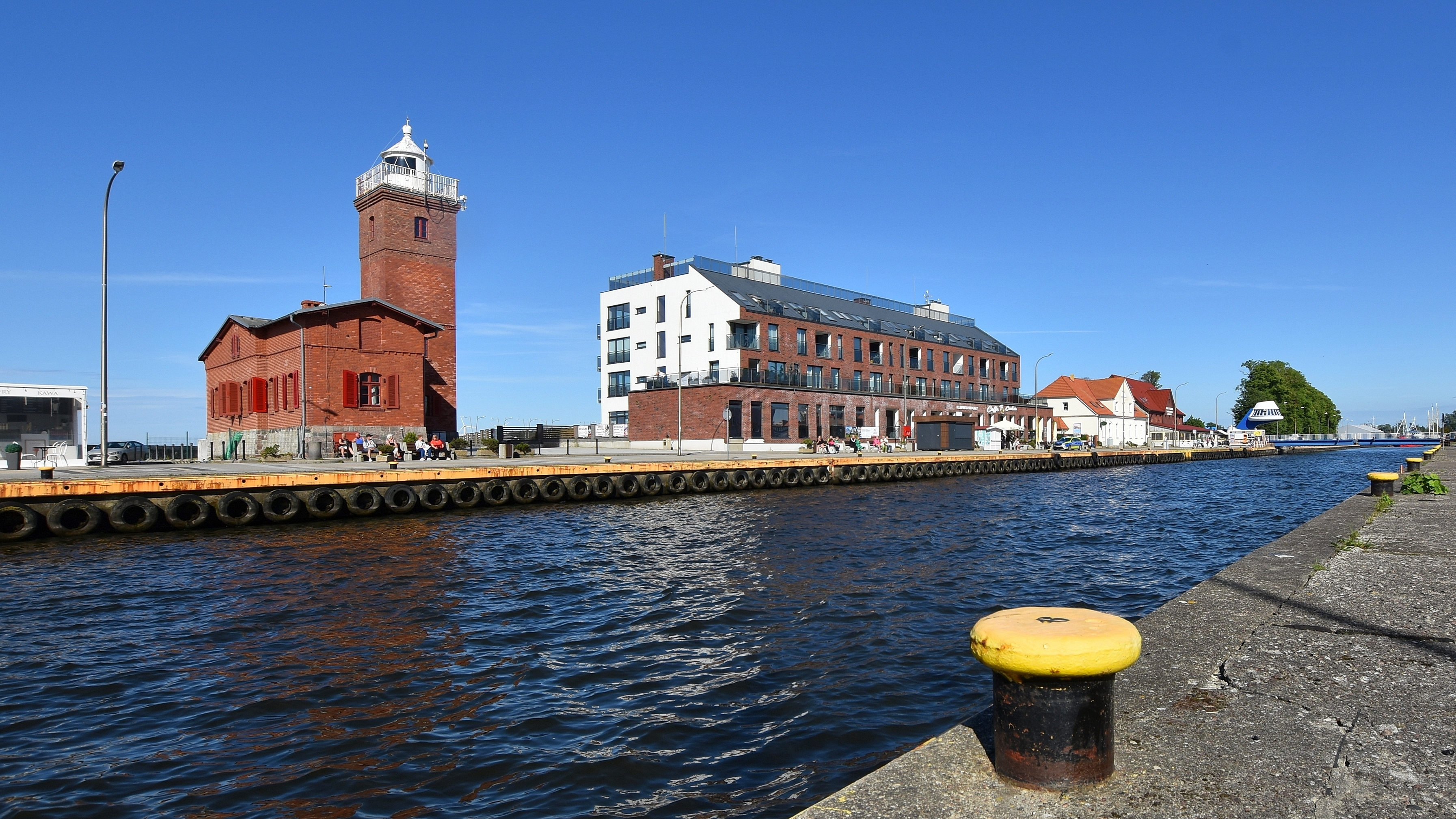
Darłówko, latarnia morska

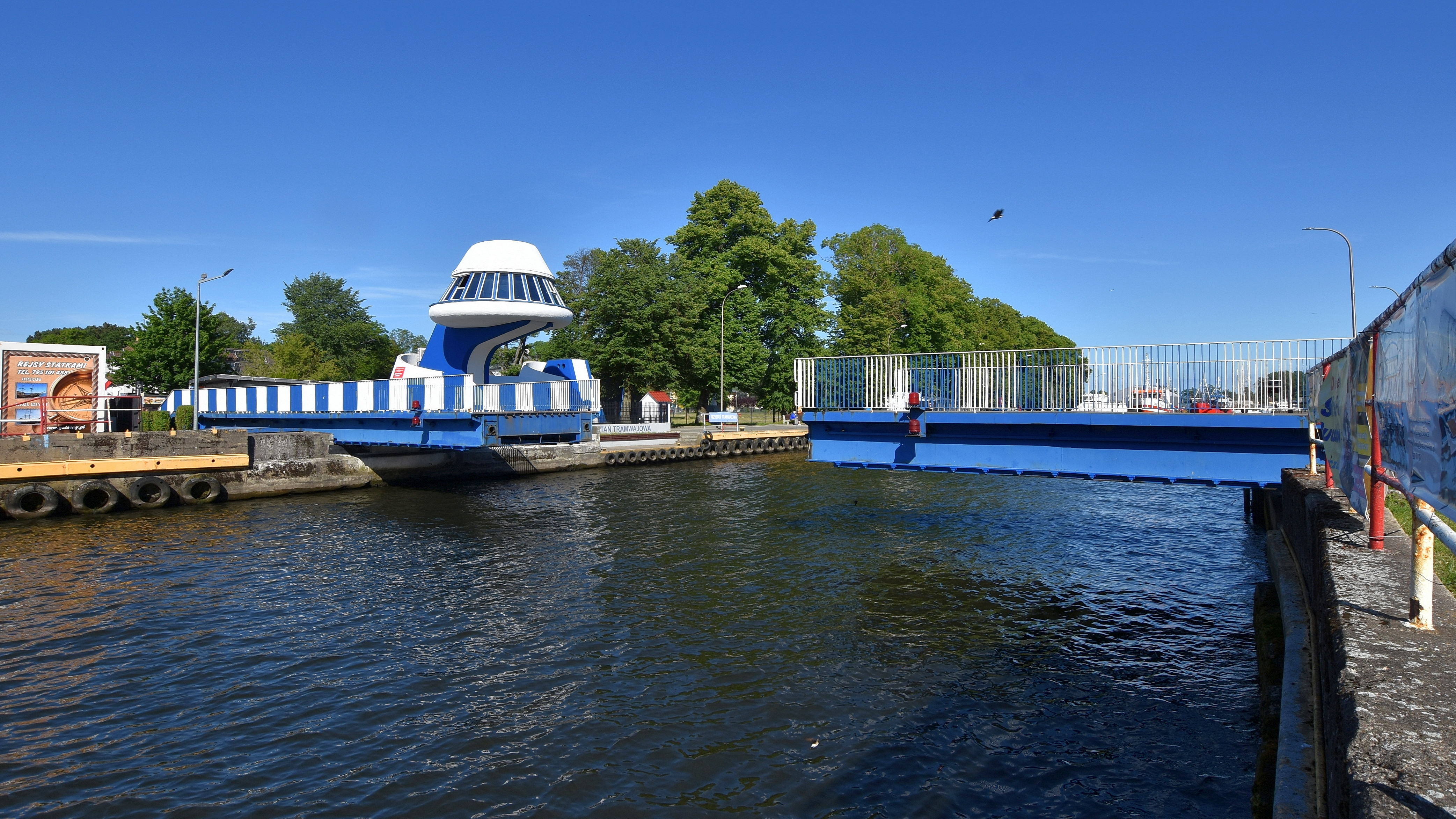
Darłówko – most rozsuwany im. kapitana Witolda Huberta

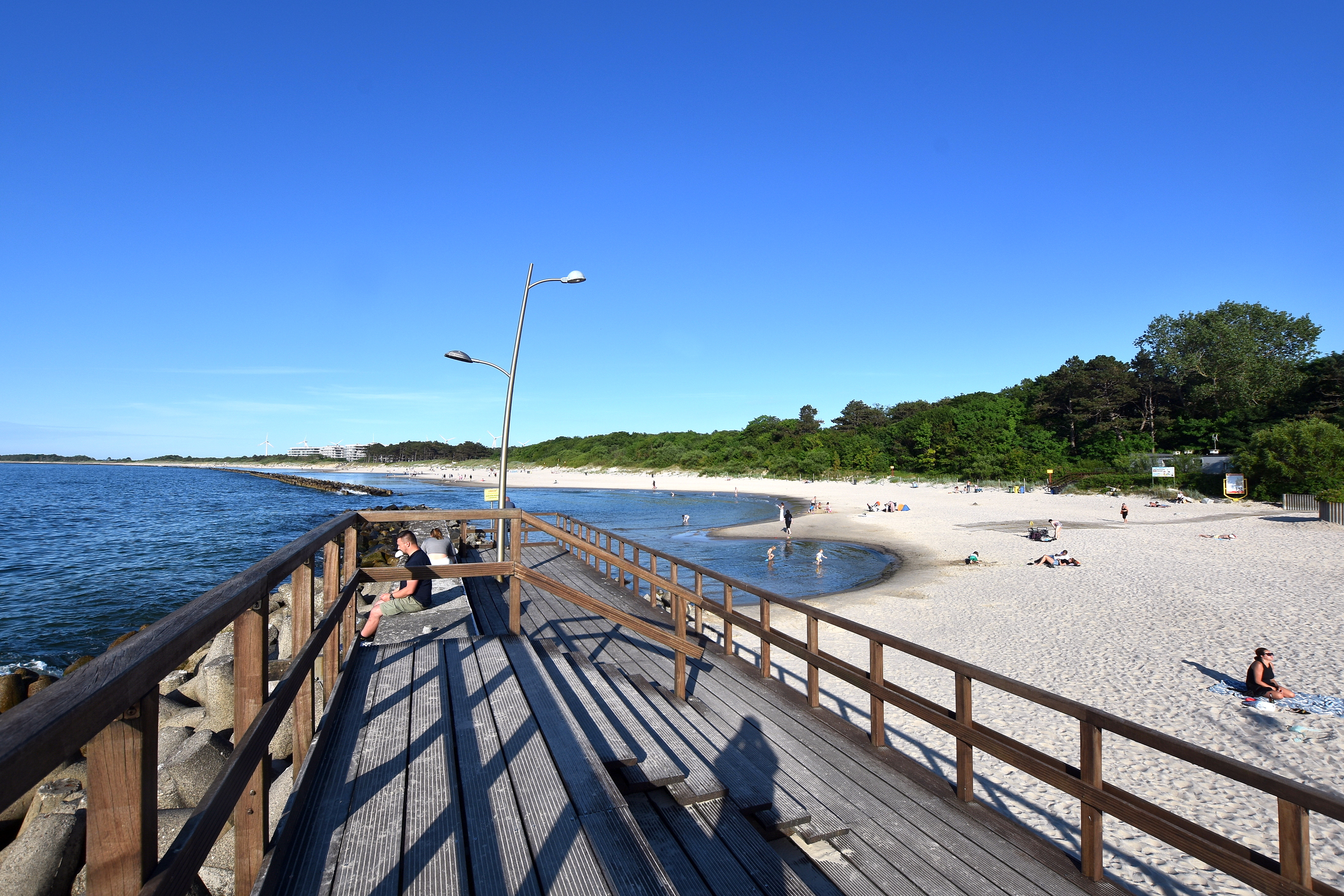
Darłówko, plaża wschodnia

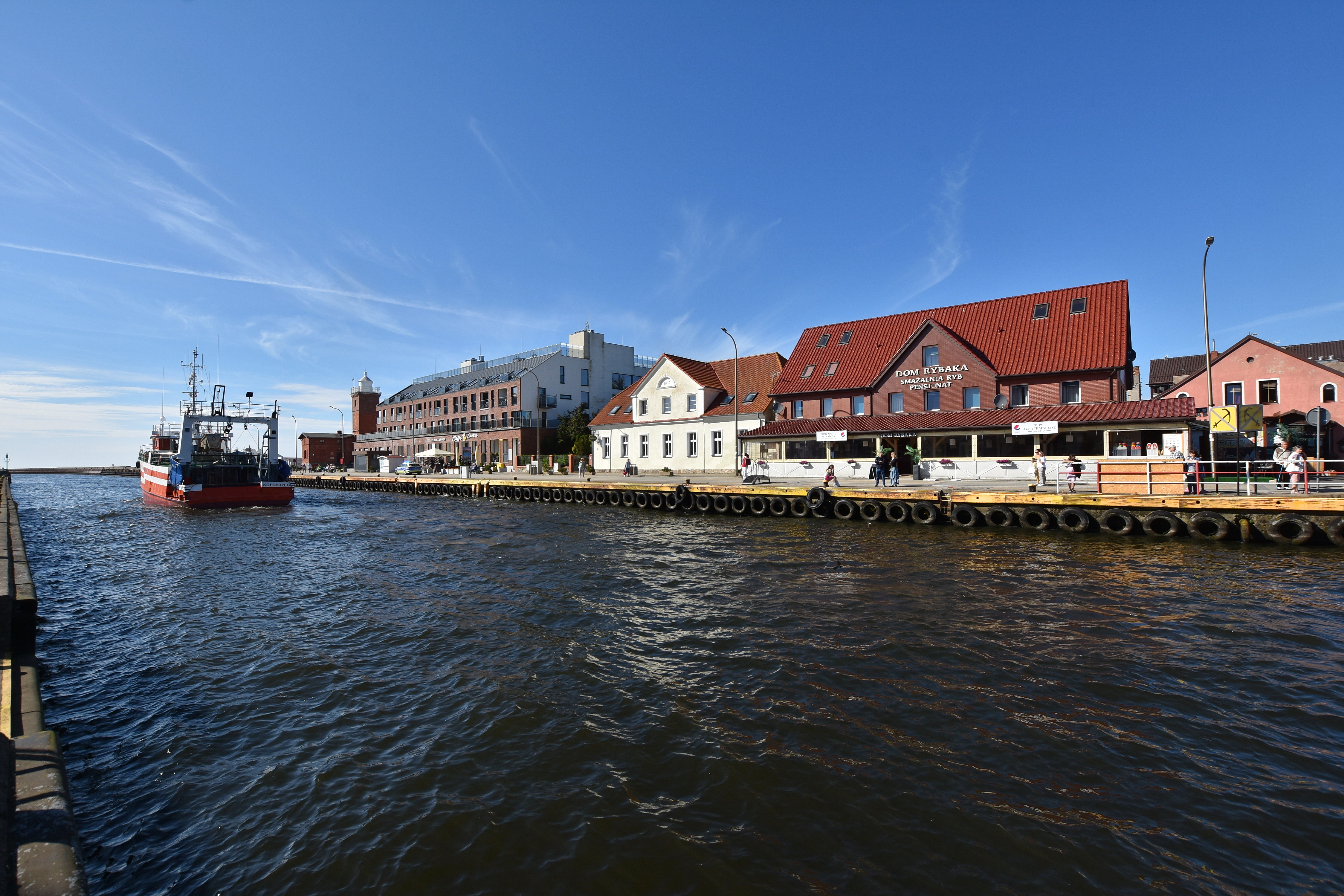
Darłówko, port morski

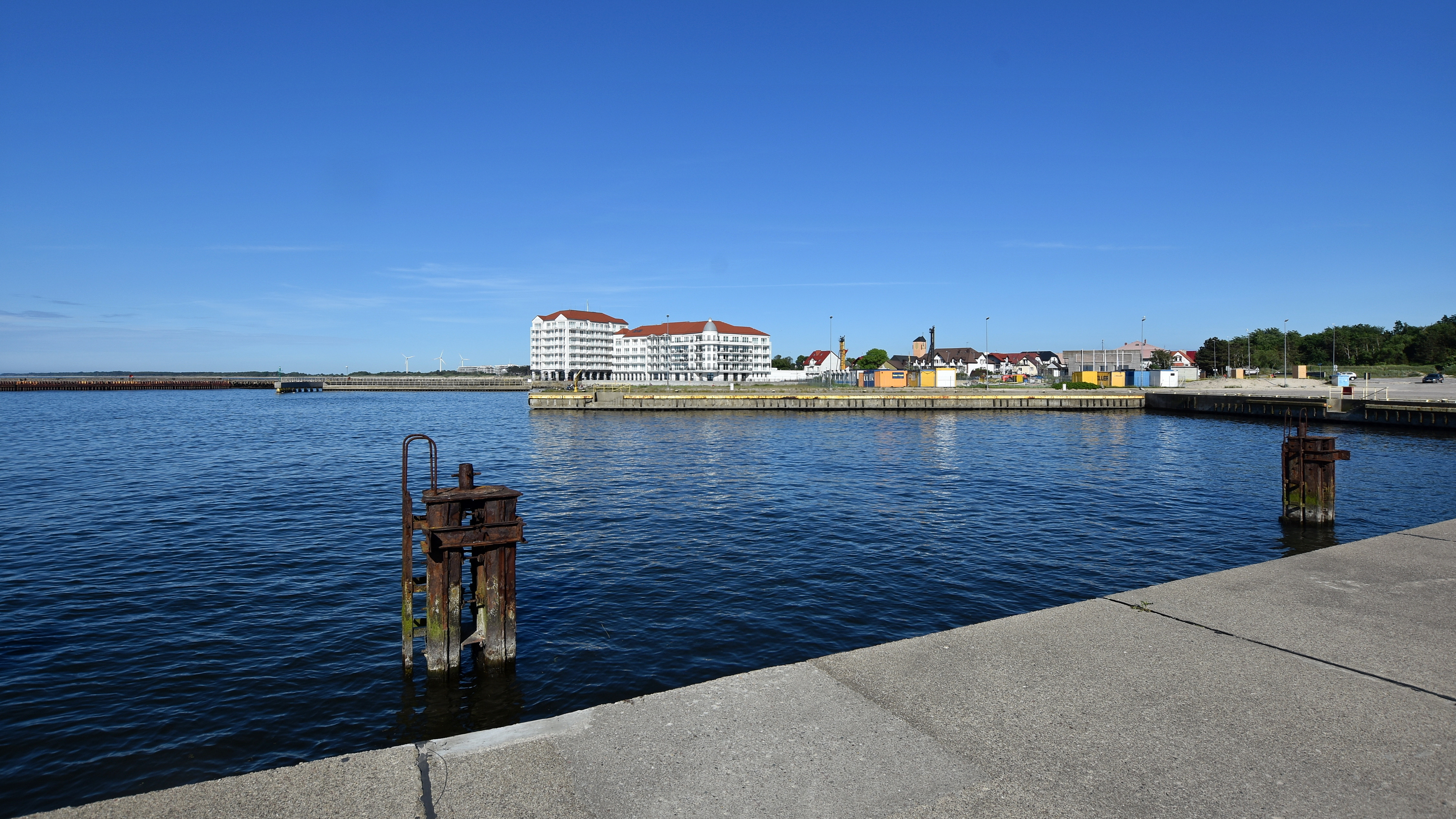
Darłówko, widok na port morski z falochronu zachodniego

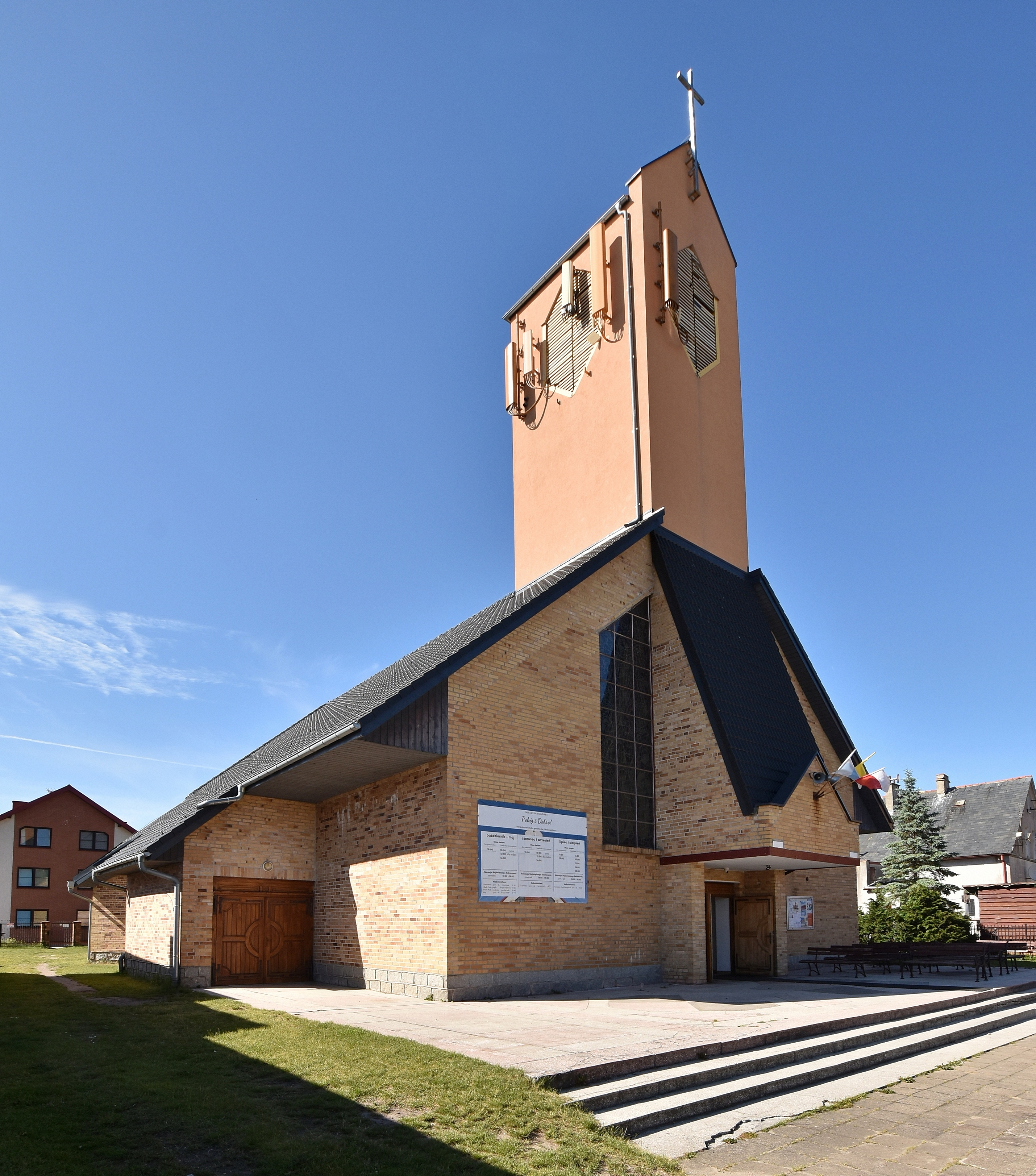
Darłówko, kościół parafialny

Darłówko (niem. Rügenwaldermünde) – nadmorska część miasta Darłowa i osiedle (jednostka pomocnicza gminy) u ujścia rzeki Wieprzy do Bałtyku, na Wybrzeżu Słowińskim. Darłówko pełni w sezonie letnim funkcję turystyczno-wypoczynkową.

## Położenie
Darłówko stanowi północno-zachodni obszar miasta oddzielony od głównej zabudowy miasta podmokłym terenem, w odległości ok. 2 km.
Znajduje się tutaj ujście rzeki Wieprzy do Morza Bałtyckiego. Rzeka poprzez kanał portowy rozdziela miasto na dwie części północno-wschodnią i południowo-zachodnią. Około 0,5 km na południe od zabudowy mieszkalnej Darłówka do Wieprzy uchodzi rzeka Grabowa.
Całe Darłówko objęte jest obszarem chronionego krajobrazu Koszaliński Pas Nadmorski. Główna część kanału portowego Wieprzy objęta jest specjalnym obszarem ochrony siedlisk „Dolina Wieprzy i Studnicy”.
Przy południowo-zachodniej części Darłówka znajduje się jednostka wojskowa 44 Bazy Lotnictwa Morskiego.

## Turystyka
W Darłówku znajdują się: port morski, latarnia morska, park wodny.
Na terenie Darłówka znajduje się sezonowa baza noclegowo-wypoczynkowa obejmująca: ośrodki wczasowe, domy wypoczynkowe, pensjonaty, pokoje gościnne, 3 hotele. Mieści się tutaj kemping z polem namiotowym na 150 namiotów i 100 miejsc na przyczepy kempingowe.
Co roku odbywa się tu Międzynarodowy Zlot Historycznych Pojazdów Wojskowych. Znajdują się tu również pozostałości stanowiska po największej poruszającej się po torach armacie świata, zbudowanej przez Niemców i pieszczotliwie zwanej Dora.
W Darłówku znajdują się 2 pomniki: „Nie wrócili z morza” poświęcony rybakom, którzy zginęli na morzu oraz Skała Ekologów, będącą granitowym głazem narzutowym z tabliczkami poświęconymi ludziom zasłużonym dla ekologii ochrony środowiska.
W 2018 oddano do użytku kładkę widokową o długości 600 m z dwoma tarasami widokowymi na obydwu krańcach, ciągnącą się wzdłuż plaży między wydmami a lasem nadmorskim. Przy kładce umiejscowiono tablice edukacyjne z informacjami na temat wydm, lokalnych roślin chronionych, ryb bałtyckich oraz ssaków i ptaków morskich.

## Transport
Do zachodniego Darłówka biegnie droga powiatowa nr 0552Z (ul. Lotników Morskich) i nr 0561Z (ul. Stefana Żeromskiego), która łączy je z siecią dróg w Darłowie. Do Darłówka wschodniego prowadzi droga gminna (al. Jana Pawła II), łącząca je z drogą wojewódzką nr 203.
Obie części Darłówka łączy zbudowany w 1988 most rozsuwany im. kapitana Witolda Huberta, który obecnie jest zamknięty dla ruchu kołowego, co oznacza, że nie istnieje bezpośredni przejazd między dwiema częściami Darłówka. Most ten zastąpił XVII-wieczny drewniany most zwodzony, zmodernizowany w XIX w. i rozebrany w 1977 roku. Zamiast niego do roku 1988 na Wieprzy kursował prom.

## Historia i toponimia
W 1814 r. w Darłówku otwarto kąpielisko morskie.
Do 1945 r. poprzednią niemiecką nazwą było Rügenwaldermünde. W 1948 r. wprowadzono urzędowo nazwę Darłówko. Potocznie stosuje się także nazwę Darłówek.
W lipcu 1955 roku w Darłówku doszło do największego skażenia polskiej plaży bronią chemiczną, kiedy morze wyrzuciło na brzeg pojemnik z iperytem, pochodzącym z zatopionych po 1945 przez aliantów zasobów niemieckiej broni chemicznej. Znajdujące się wówczas na plaży, przebywające na koloniach dzieci zaczęły się nim bawić, w wyniku czego doznały poparzeń, a niektóre nawet utraciły wzrok. W związku z wypadkiem wojska chemiczne musiały następnie przeprowadzić dekontaminację plaży.
W stanie wojennym było tu jedno z miejsc internowania.
Darłówko rozdziela rzeka Wieprza, co skutkuje oznakowaniem drogowym wskazującym Darłówko Wschodnie i Darłówko Zachodnie. Nazwy te są też ujmowane w nazwach jednostek strukturalnych miejscowych planów zagospodarowania przestrzennego.

## Oświata i społeczność lokalna
W Darłówku znajduje się Zespół Szkół Społecznych im. Lotników Morskich w Darłowie, obejmujący szkołę podstawową i gimnazjum. Szkoły są prowadzone przez Społeczne Towarzystwo Oświatowe.
W Darłówku mieści się rzymskokatolicki kościół parafialny pw. św. Maksymiliana Marii Kolbego.
Organem uchwałodawczym jednostki pomocniczej jest Ogólne Zebranie Mieszkańców Osiedla Darłówko. Organem wykonawczym jest Zarząd Osiedla Darłówko, w skład którego wchodzi 7 osób: przewodniczący, jego zastępca, sekretarz, skarbnik oraz 3 członków.